# Gülten Akın
Gülten Akın (n. 23 ianuarie 1933, Yozgat, Turcia – d. 4 noiembrie 2015, Ankara, Ankara (il), Turcia) a fost o poetă turcă. Poezia ei este considerată a fi semnificativă pentru cultura Turciei.

## Biografie
Akin s-a născut în 1933 în Yozgat, Turcia. A urmat Liceul Anatolian Beșiktaș Atatürk și a absolvit Facultatea de Drept a Universității din Ankara în 1955. S-a căsătorit în 1956 cu soțul ei, Yașar Cankoçak, cu care a avut cinci copii. Din cauza poziției soțului său ca guvernator în diferite districte provinciale din Turcia, s-a mutat în mai multe provincii din Turcia, lucrând ca avocat, avocat asistent și profesor în multe dintre ele. În 1972, Akın și familia ei s-au stabilit la Ankara, unde a lucrat la Asociația Limbii Turce, organismul de reglementare a limbii turce, și a devenit membru al echipei de redacție al Ministerului Culturii și Turismului din Turcia. Ea a lucrat pentru restabilirea organizațiilor neguvernamentale libere și democratice. A fost fondatoare și / sau manager la mai multe astfel de organizații turce, precum Asociația pentru Drepturile Omului, Halkevleri (centre comunitare) și Asociația Limbii (Dil Derneği). 
Prima poezie publicată de Akın a apărut în cotidianul Son Haber în anul 1951. Ulterior a apărut în mai multe reviste, precum Hisar (revistă)⁠(tr)[traduceți], Varlık, Yeditepe⁠(tr)[traduceți], Türk Dili sau Mülkiye. În timp ce poemele ei timpurii aveau ca temă natura, dragostea, despărțirea și dorința, poeziile ei ulterioare au fost dominate de probleme sociale. 
Poeziile ei sunt inspirate foarte mult din folclor. Poeziile sale au fost traduse în multe limbi, iar peste 40 cântece au fost compuse după poeziile sale. Una dintre aceste melodii este "Deli Kızın Türküsü" din 1993 (în română: Balada fetei nebune) de Sezen Aksu, care a fost și titlul albumului pe care a apărut. 
Akın a scris de asemenea piese scurte de teatru. 
Ziarul Milliyet a numit-o ca fiind cel mai influent poet turc după Fazıl Hüsnü Dağlarca.

## Lucrări poetice
- Rüzgar Saati (Ora vântului) (1956)
- Kestim Kara Saçlarımı (Mi-am tăiat părul negru) (1960)
- Sığda (În adâncime) (1964)
- Kırmızı Karanfil (Trifoi roșu) (1971)
- Maraș'ın ve Ökkeș'in Destanı (Epopeea lui Maraș și Ökkeș) (1972)
- Ağıtlar ve Türküler (Lamentări și ode) (1976)
- Seyran Destanı (Epopeea lui Seyran) (1979)
- İlahiler (Imnuri) (1983)
- Sevda Kalıcıdır (Dragostea rămâne pentru totdeauna) (1991)
- Sonra İște Yașlandım (Apoi am îmbătrânit) (1995)
- Sessiz Arka Bahçeler (Grădini liniștite) (1998)
- Uzak Bir Kıyıda (Pe o coastă îndepărtată) (2003)

## Cântece pe baza poeziilor sale
- Büyü Yavrum: 
  - de Grup Yorum, 1987
  - de Edip Akbayram și Kemal Sahir Gürel, 1988
- Deli Kızın Türküsü: 
  - de Sezen Aksu, 1993

## Premii
Akın a primit mai multe premii; ca de exemplu: 
- 1955 - concurs de poezie Varlık, locul I
- 1964 - concurs de poezie al Asociației de Limbi Turce
- 1972 - Concursul artistic al TRT, Premiul pentru creație
- 1976  - premiu de poezie Yeditepe⁠(tr)[traduceți]
- 1991 - Premiul pentru poezie Halil Kocagöz⁠(tr)[traduceți]
- 1992 - Premiul pentru literatură Sedat Simavi
- 1999 - Premiul pentru poezie Mediteraneana de Aur⁠(tr)[traduceți]
- 2003 -  Premiul Cartea Anului al ziarului Dünya
- 2008 - Premiul Erdal Öz pentru literatură

## Vezi și
- Listă de dramaturgi turci